# Rosario Dolcet Martí
Rosario Dolcet (o Dulcet) Martí (Vilanova i la Geltrú, 2 de febrer de 1881 - Carcassona, 27 d'octubre de 1968) fou una militant anarcosindicalista catalana, exiliada pel franquisme.

## Biografia
Era filla de Jaume Dolcet, d'un republicà federal que la va enviar a una escola on va tenir com a professora la lliurepensadora Teresa Mañé i Miravet (mare de Frederica Montseny), qui a base de lectures la va introduir en l'anarquisme.
Amb 14 anys va treballar en una fàbrica tèxtil de Vilanova i s'afilia a la Federació de les Tres Classes de Vapor, societat obrera constituïda el 1869 i que el 1913 s'integraria en la CNT. Amb 20 anys s'uneix lliurement amb un home sense casar-se, cosa que provocà que el 1910 fos acomiadada de la fàbrica i se li apliqués el "pacte de la fam". Marxà aleshores a Sabadell, on milità en la Federació Obrera Sabadellenca, però degut a la seva participació activa en la vaga de teixidors de 1913, on va organitzar assemblees, va haver de marxar a França. Establida a Seta, durant la Primera Guerra Mundial hi va fer propaganda antimilitarista, raó per la qual hagué de fugir uns anys a Montpeller.
El 1917 s'establí a Barcelona, on va participar activament en la campanya de la CNT per l'abaratiment dels aliments i contra l'especulació per les exportacions als països bel·ligerants dins la vaga general revolucionària d'aquell any. Va participar en manifestacions de dones que assaltaven els comerços, i destacà en un míting al Centre Republicà del Raval on incità els presents a abandonar els partits i a integrar-se en organitzacions obreres per tal de destruir el capitalisme i l'estat. Tot i que militava en el Sindicat del Tèxtil del Clot, el 1918 participà en mítings de la CNT de Tarragona.
Durant la dècada de 1920 va participar en nombrosos actes de la CNT i va acollir a casa seva represaliats de Severiano Martínez Anido, amb un dels quals, Marcelino Silva, es va unir. Durant la dictadura de Primo de Rivera fou detinguda dos cops, per incitació a la rebel·lió i repartiment de propaganda. Va fugir a Tarragona, on fou acollida pels militants Hermós Plaja i Saló i Carme Paredes Sans, amb qui continuà les tasques de propaganda.
Un cop proclamada la Segona República Espanyola va participar amb Pepita Not o Llibertat Ròdenas en xerrades a l'Ateneo de Madrid per denunciar la persecució dels dirigents anarcosindicalistes i organitzar la solidaritat amb els presos. El 1933 fou delegada del Ple Regional de la CNT.
Durant els primers anys de la guerra civil espanyola va fer gires de propaganda i va col·laborar amb diferents col·lectivitats camperoles. El seu company Marcelino Silva fou assassinat per comunistes durant els fets de maig de 1937. En acabar la guerra civil espanyola s'exilià a França. L'octubre de 1948 va participar com a delegada de la Federació Local de Marselheta al II Congrés del Moviment Llibertari Espanyol a Tolosa de Llenguadoc. Més tard s'instal·larà a Carcassona, on militarà en la Federació Local de la CNT fins a la seva mort.
Es va negar a aprendre el francès en protesta pel tractament sofert pels exiliats espanyols per l'Estat francès. Va escriure articles a la publicació anarquista per a dones Alejandra. Va morir atropellada per un automòbil a Carcassona el 27 d'octubre de 1968.